# Adnati
Adnati es una palabra latina con la cual en la Antigua Roma se designaba a los miembros de la familia propiamente dicha. Su significado cultural se ejemplifica con la diferencia frente a los agnati, los cuales solo son familiares cercanos. A estos familiares que compartían un ancestro común eran referidos como gentiles. Usualmente los gentiles no eran capaces de nombrar con precisión sus abuelos comunes intermedios.